# Католицька церква в Бельгії
Като́лицька це́рква в Бе́льгії — найбільша християнська конфесія Бельгії. Складова всесвітньої Католицької церкви, яку очолює на Землі римський папа. Керується конференцією єпископів. Станом на 2004 рік у країні нараховувалося близько 7 775 000 католиків (75,54% від усього населення). Існувало 9 діоцезій, які об'єднували 3949 церковних парафій.  Кількість  священиків — 7279 (з них представники секулярного духовенства — 4410, члени чернечих організацій — 2869), постійних дияконів — 558, монахів — 3971, монахинь — 13 288. Церква активно підтримуються державою і формально має сильні позиції у сфері освіти — є вибір між обов'язковим предметом моралі і релігії, 60% учнів учаться в католицьких школах, високий престиж має Католицький університету міста Левен.

## Структура
- архідієцезія Мехелен-Брюссель (заснована 1559)
  - дієцезія Л'єж (заснована 4 століття)
  - дієцезія Турне (заснована 6 століття)
  - дієцезія Антверпен (заснована 1559, відновлена 1961)
  - дієцезія Брюгге (заснована 1559, відновлена 1834)
  - дієцезія Намюр (заснована 1559)
  - дієцезія Ґент (заснована 1559)
  - дієцезія Гассельт (заснована 1967)
- Військовий ординаріат Бельгії

## Фотогалерея

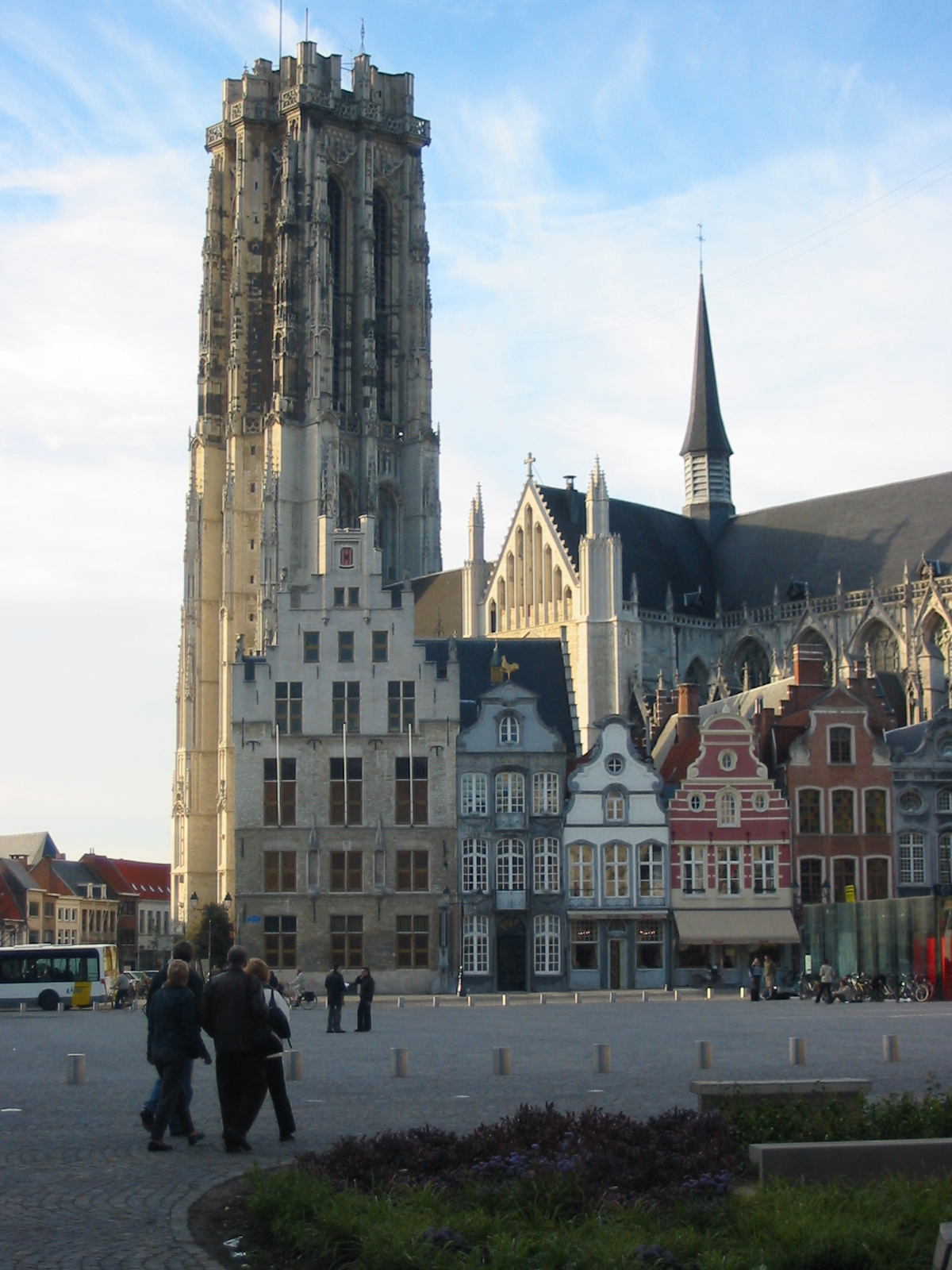
Кафедральний собор св. Румбольда в Мехелені
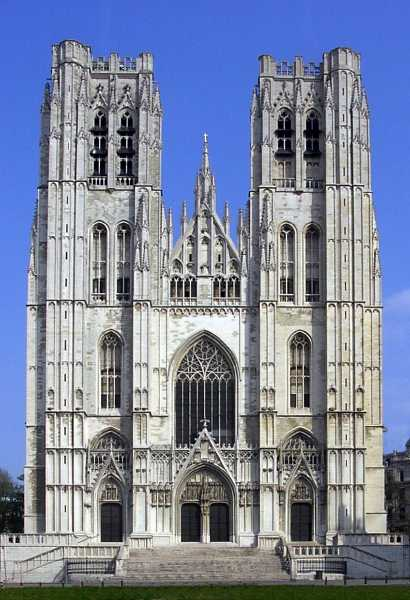
Кафедральний собор святих Михаїла і Гудули в Брюсселі
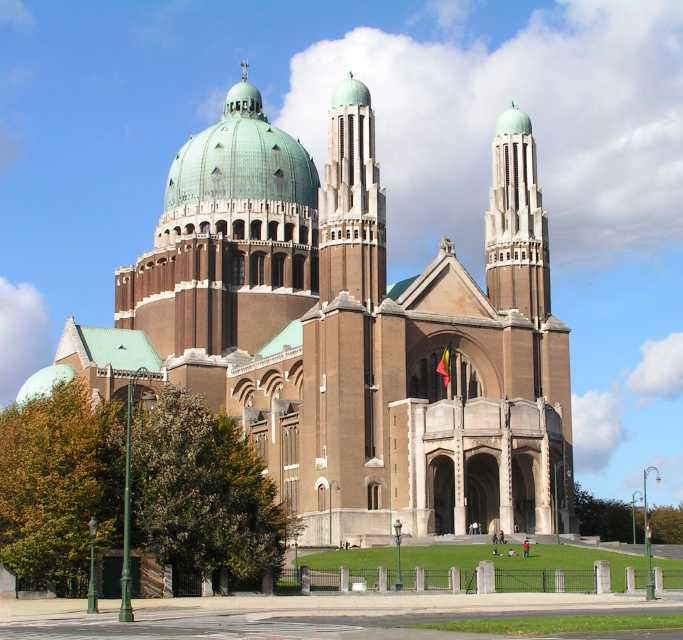
Базиліка Серця Ісуса в Брюсселі
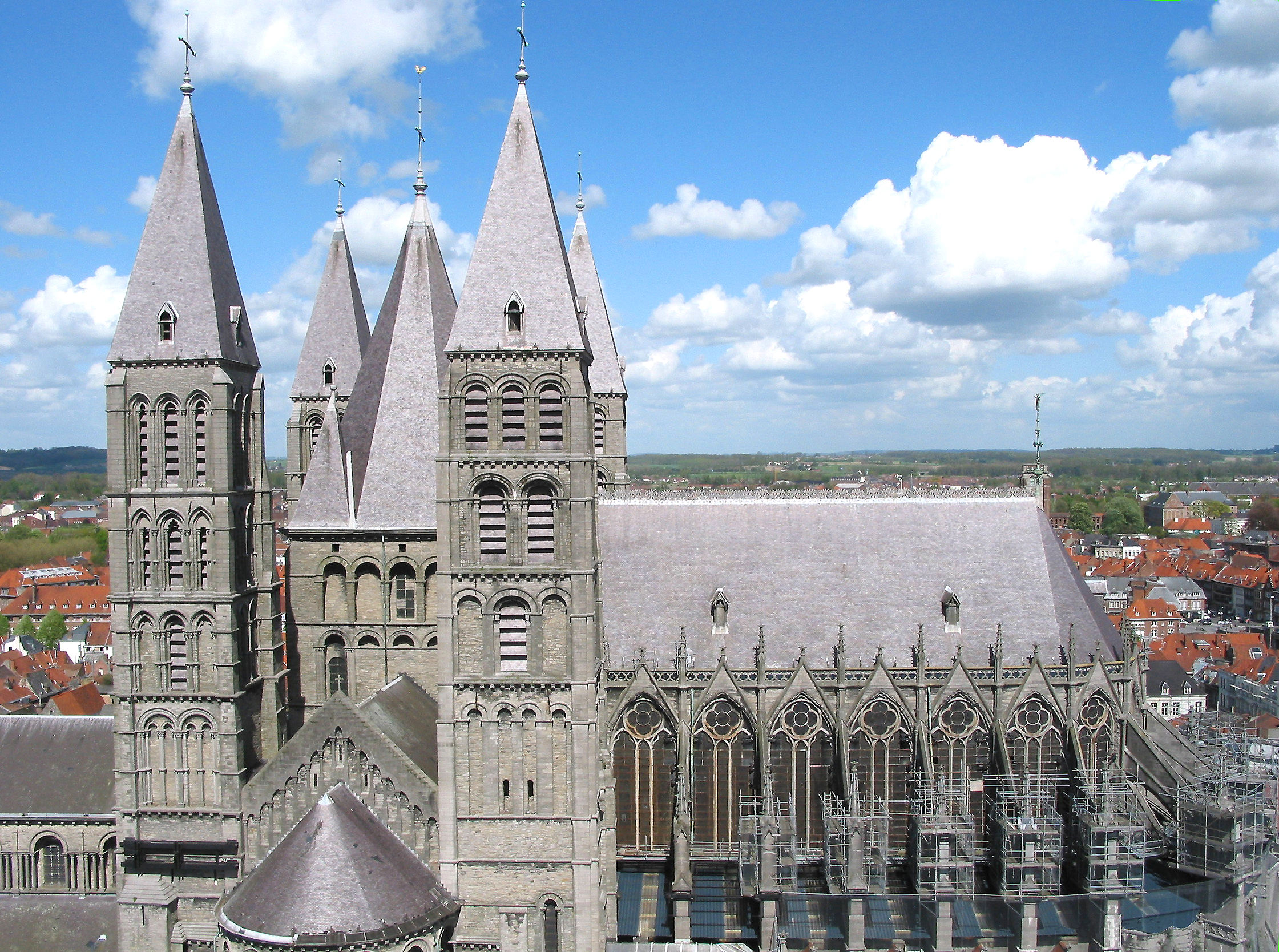
Кафедральний собор Пресвятої Богородиці в Турне
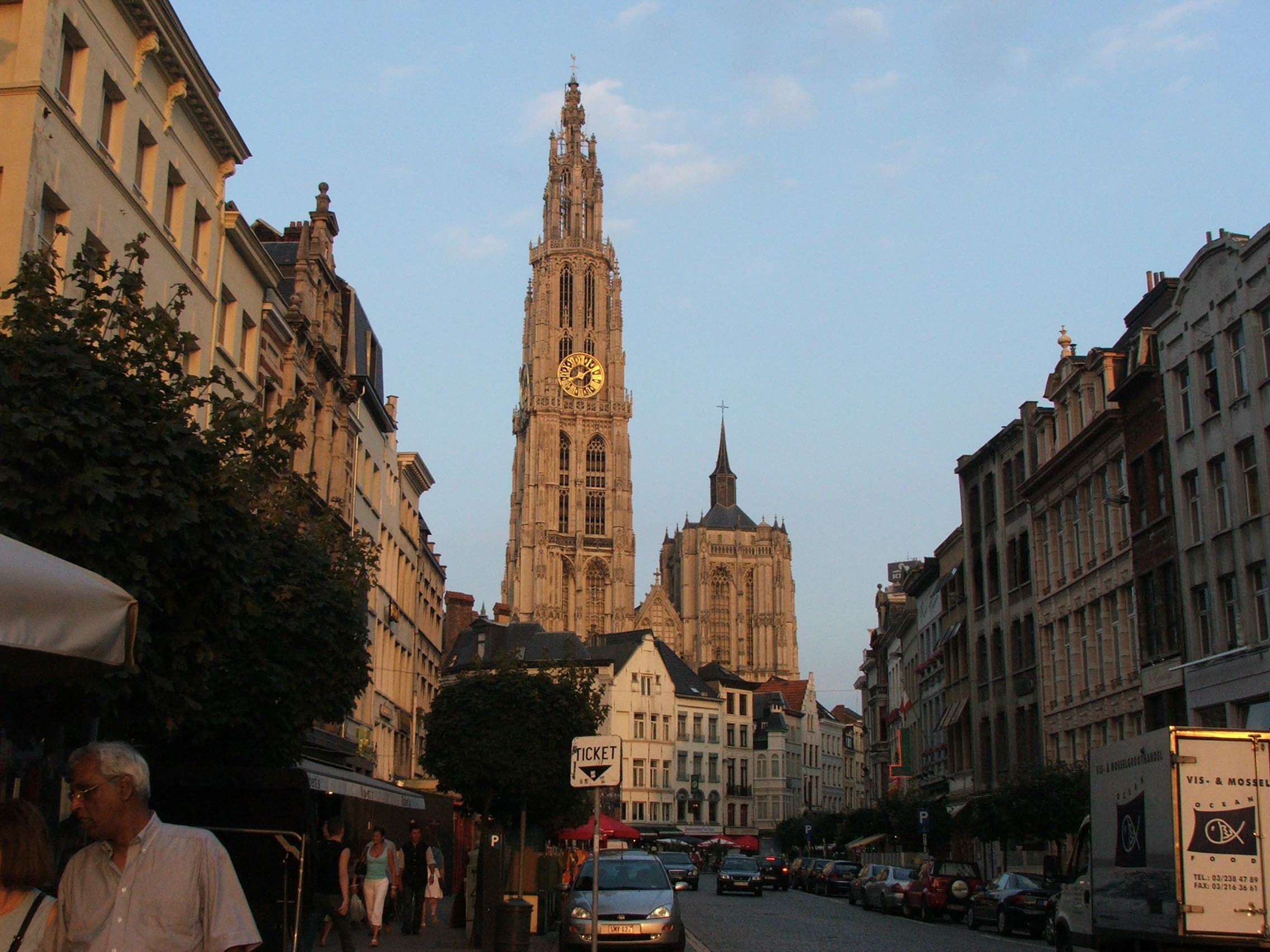
Кафедральний собор Пресвятої Богородиці в Антверпені
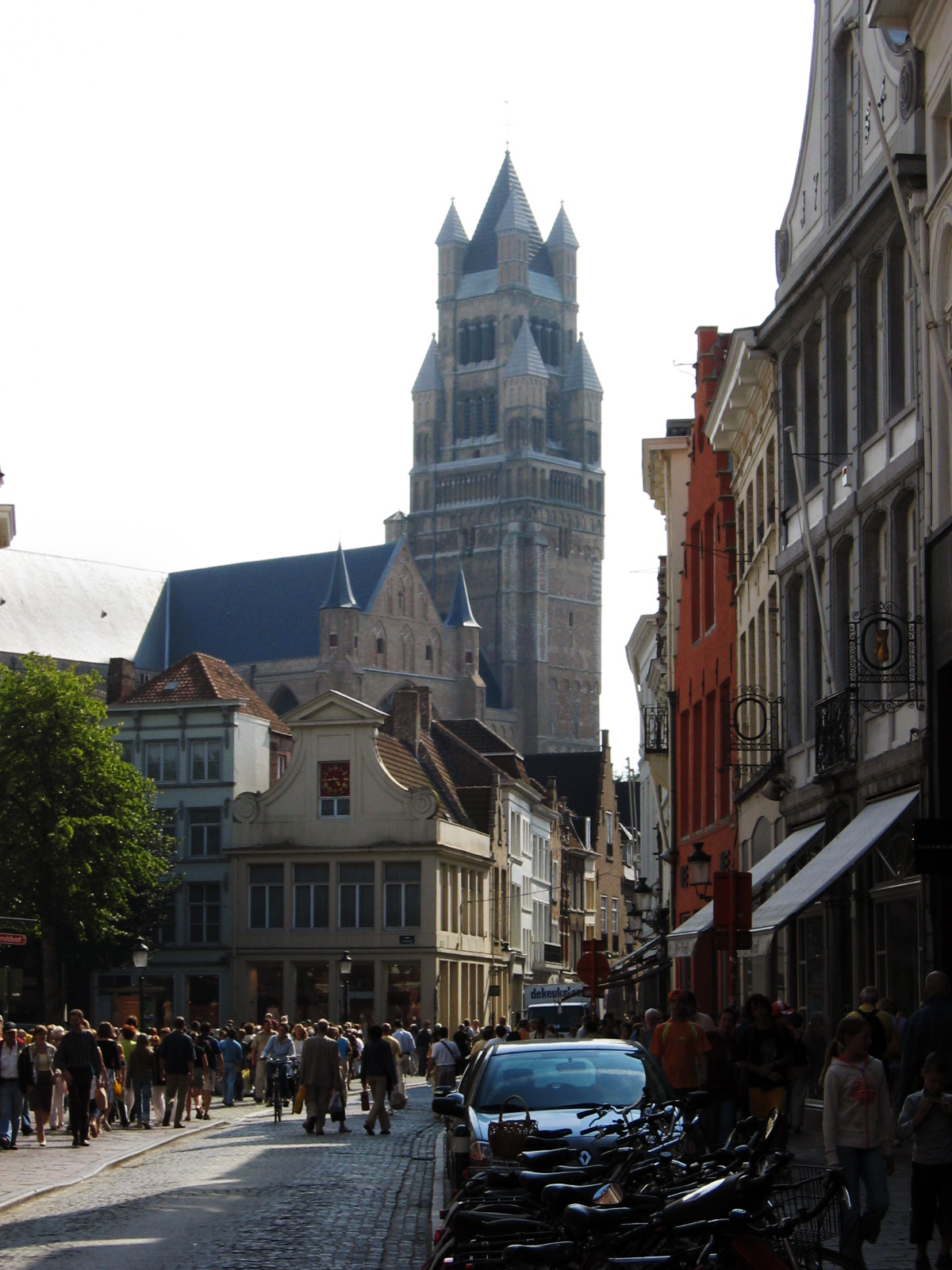
Кафедральний собор св. Спасителя в Брюгге
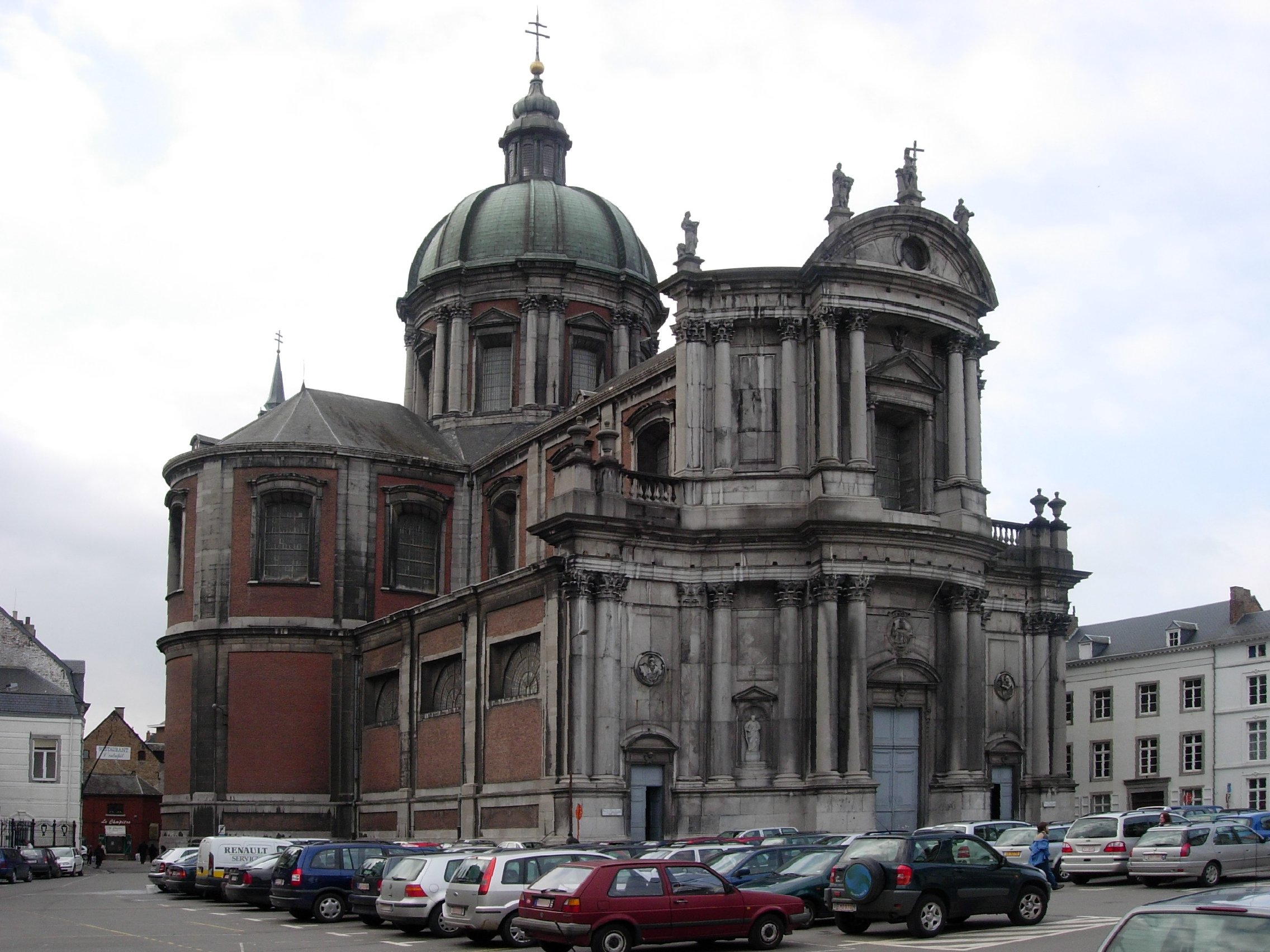
Кафедральний собор св. Альбана в Намюрі
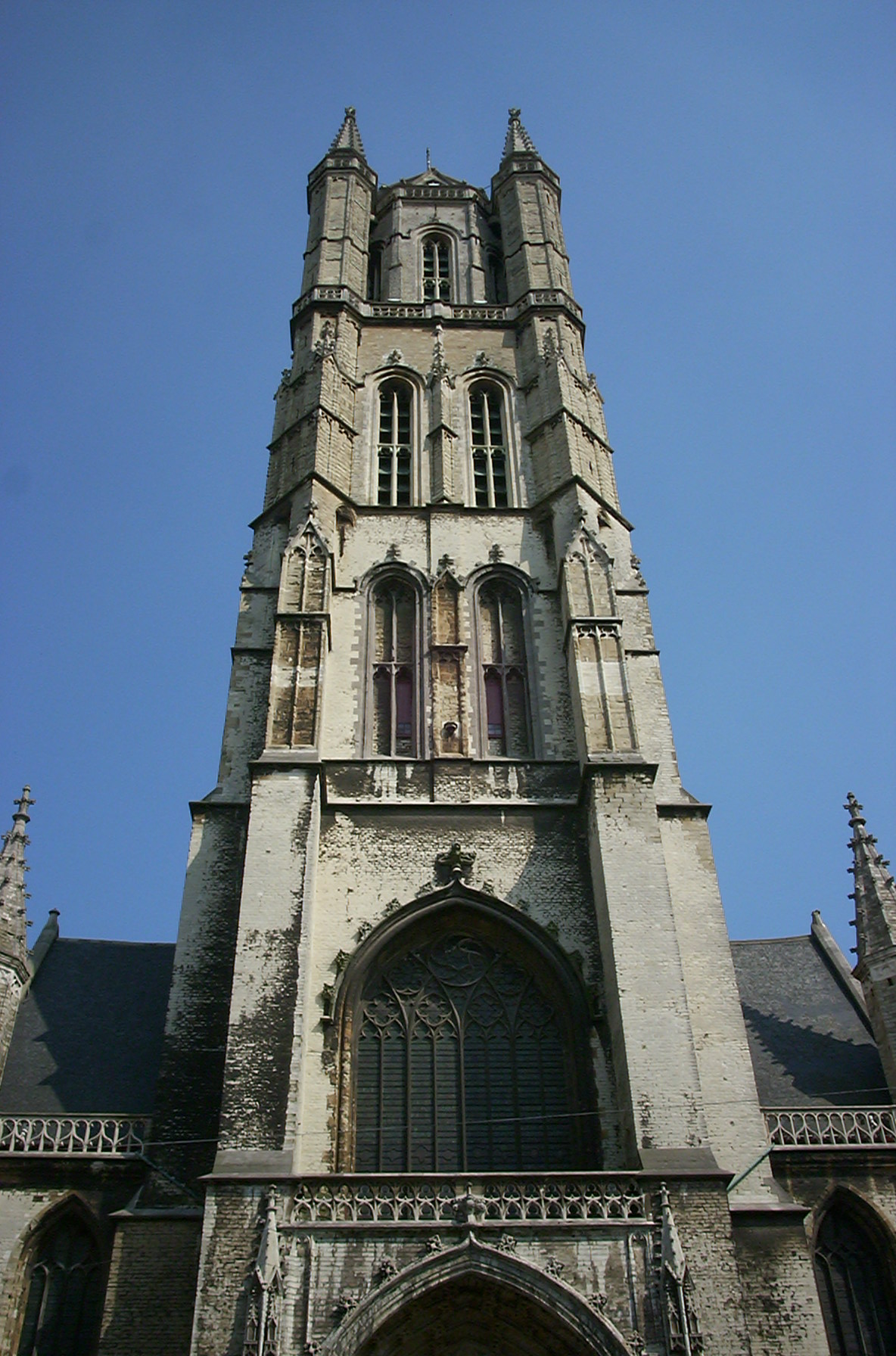
Кафедральний собор св. Бава в Генті
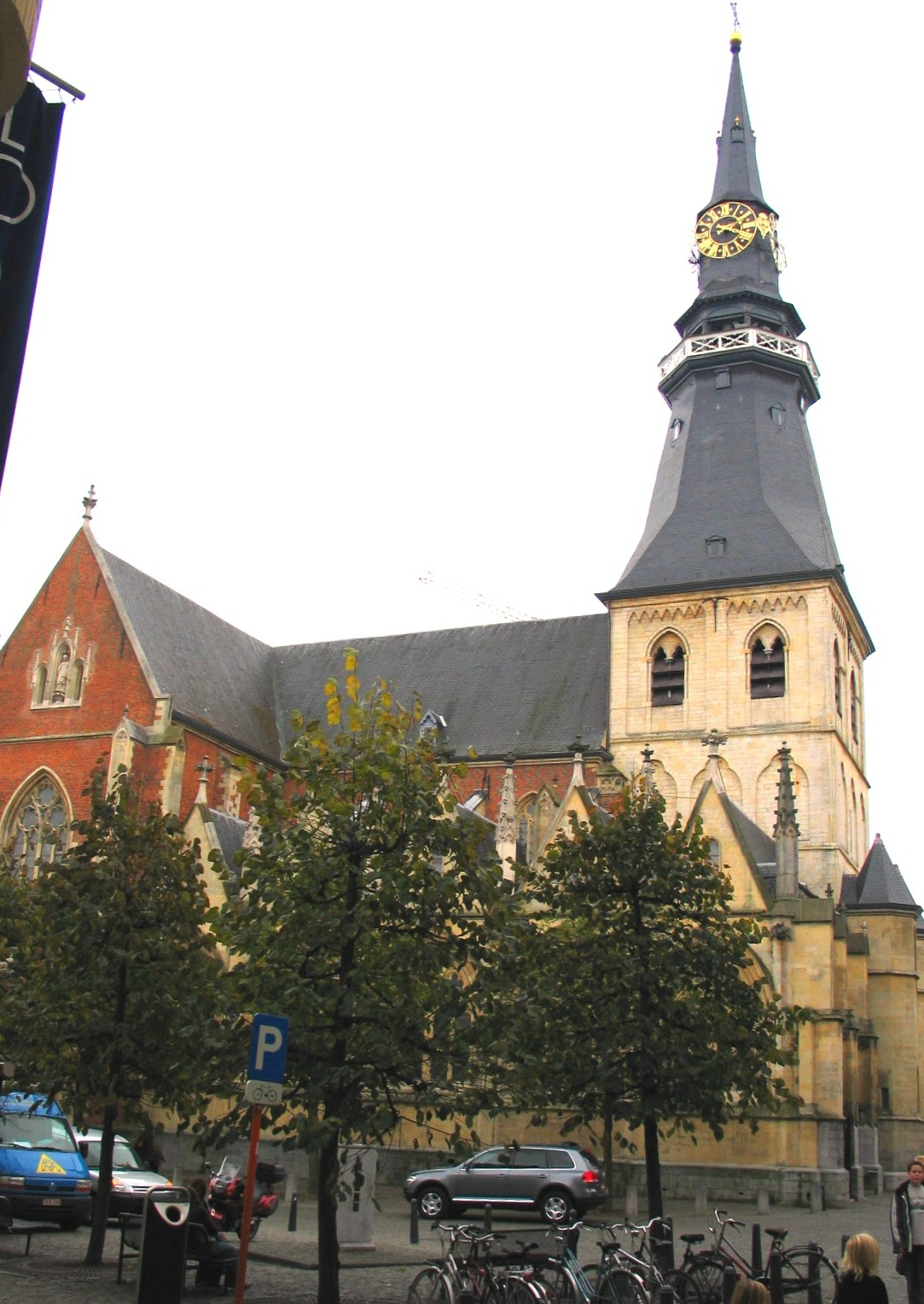
Кафедральний собор св. Квінтіна v Гессельті